# Solicitación (derecho canónico)

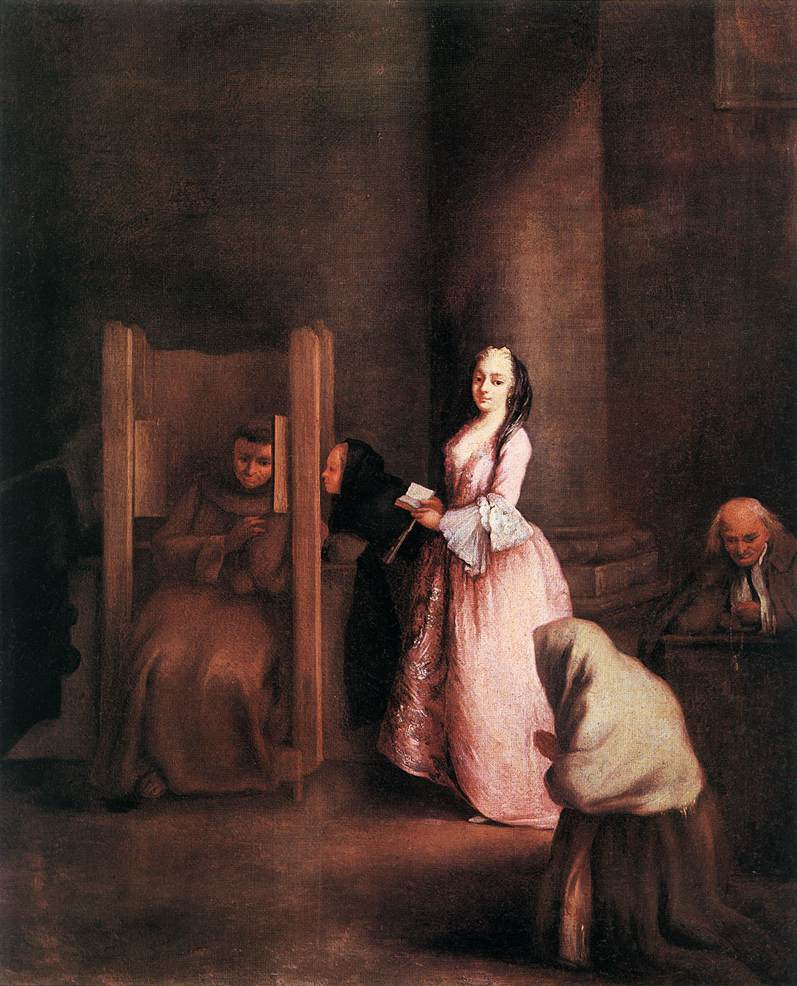
La confesión (c. 1750) de Pietro Longhi. El confesionario fue introducido por el concilio de Trento para evitar el contacto físico entre el sacerdote y el penitente.

La solicitación es el delito cometido por el sacerdote católico que ―aprovechando la intimidad que impone la confesión― requiere sexualmente a una feligresa o realiza tocamientos deshonestos. Su persecución era competencia de los obispos, pero en España a partir de 1561 entró en el ámbito de la Inquisición española.

## Historia
Según el historiador e hispanista francés Joseph Pérez (1931-2020), el delito de solicitación «venía de lejos y estaba muy extendido. Por más que el concilio de Trento recomiende la instalación de confesionarios para evitar tentaciones, su uso tardará en generalizarse».
Como ha recordado Henry Kamen, con anterioridad al uso del confesionario, que «no se utilizó en la iglesia hasta fines del siglo XVI», «no había ninguna barrera física entre el confesor y el penitente, así que había ocasión de que se suscitara el pecado con cierta facilidad».
Este mismo historiador cita el caso del cura párroco de Benigánim, en el Reino de Valencia, que en 1608 fue juzgado por haber solicitado a 29 mujeres, la mayoría solteras, «con palabras lascivas y amorosas para actos torpes y deshonestos».
En principio el delito fue competencia de los obispos, pero en 1559 el arzobispo de Granada Pedro Guerrero propuso que pasara a la jurisdicción de la Inquisición española, ya que la solicitación suponía una burla del sacramento de la penitencia y, por tanto, era un atentado contra la fe, lo que la hacía equivalente a la herejía. El inquisidor Fernando de Valdés aceptó la idea e incluyó la solicitación como delito del que debe ocuparse la Inquisición en las Instrucciones de 1561 ―tras obtener la autorización del papa Pío IV―.
Un breve del papa Gregorio XV del 30 de agosto de 1622 confirmó la jurisdicción del Santo Oficio.
A partir de 1561 la solicitación se incluye en la lista de delitos enunciados en los edictos de fe alentando a los creyentes a que lo denuncien. En el siglo XVIII, cuando los delitos de herejía que habían sido objetivo preferente en los dos siglos anteriores prácticamente desaparecieron, la Inquisición se ocupó más de los «temas menores», como la blasfemia, el curanderismo, las beatas, las supersticiones y otras transgresiones de la moralidad católica, entre las que se encontraba la solicitación.
Según Emilio La Parra (1949-) y María Ángeles Casado, en su libro La Inquisición en España: agonía y abolición (2013), el delito de solicitación «preocupó muchísimo a los inquisidores durante el siglo XVIII»,
lo que confirma Henry Kamen (1936-).
Sin embargo, según Joseph Pérez, «los tribunales inquisitoriales se mostrarán muy indulgentes con los sacerdotes acusados de solicitación, ya que no desean dar demasiada publicidad a este tipo de delitos».
Henry Kamen, por otro lado, afirma «que a menudo la culpa recaía sobre la penitente».
Se calcula que entre 1700 y 1820 fueron denunciados 660 confesores, una «cifra que puede ser considerada poco significativa», pero que «sí lo es si se tiene en cuenta que, por razones obvias, muchos casos quedaron encubiertos y que el delito se perpetraba con ocasión de la administración de un sacramento. No hay que pasar por alto, por lo demás, que también se dieron casos de solicitación fuera del confesionario, de modo que el número real de clérigos comprometidos en esta infracción fue probablemente muy superior».

### La instrucciónCrimen Sollicitationis
En 1962 el papa Juan XXIII aprobó la instrucción Crimen sollicitationis (en español ‘delito de solicitación’) en la que la Sagrada Congregación del Santo Oficio (actualmente Congregación para la Doctrina de la Fe) fijaba los procedimientos para afrontar casos de clérigos (sacerdotes u obispos) de la Iglesia católica acusados de hacer uso del sacramento de la penitencia para llevar a cabo acercamientos de índole sexual con los fieles, así como los correspondientes castigos por estos actos; las normas que establecía eran más concretas que aquellas incluidas en el Código de Derecho Canónico. En ella se recordaba que el penitente víctima de este delito estaba obligado a denunciar en sede eclesiástica al confesor que le hiciera proposiciones deshonestas.
De acuerdo con el canon 2368 § 2 del Código de Derecho canónico de 1917, entonces en vigor, la omisión de esta obligación estaba castigada con excomunión latae sententiae que, además, no podía ser remitida si no se denunciaba al confesor delincuente. Los artículos 16 a 19 de la instrucción Crimen sollicitationis recordaban esta obligación del penitente ofendido y alentaban a cualquier fiel que tuviera noticia cierta de este delito a denunciar al confesor delincuente. Este documento obligaba al silencio a los miembros del tribunal y al Ordinario reforzándolo con las graves penas canónicas. También imponía juramento de silencio a las propias víctimas, los denunciantes y los testigos, aunque sin imponer sobre los mismos aquellas sanciones mientras no hubieran sido expresamente advertidos.
La víctima también era apremiada a denunciar el delito, aunque únicamente ante el orden canónico.
En 2001 y con motivo de la publicación del Código de los Cánones de las Iglesias Orientales (1990) y el Código de Derecho Canónico (de 1983) ―que reemplazaba al de 1917―, el Crimen sollicitationis fue revisado con la epístola De delictis gravioribus.
El 30 de abril de 2001, el papa Juan Pablo II, promulgó el Motu Proprio Sacramentorum Sanctitatis Tutela, estableciendo determinados delitos que por su gravedad debían ser enjuiciados a través de la Congregación para la Doctrina de la Fe. Entre aquellos se incluyó el delito de solicitación contra el sexto mandamiento («no cometerás adulterio») cometido por un sacerdote durante la confesión o con ocasión o con pretexto de ella.
El 23 de mayo de 2021, el papa Francisco aprobó modificar a partir del 8 de diciembre del 2021 el libro VI del Código de Derecho Canónico
que regula la inclusión de los fieles laicos como autores de un delito de abusos cuando estos gocen de una dignidad o ejerciten un oficio o una función en la Iglesia y cometan un delito contra el sexto mandamiento.